# 全品邮票

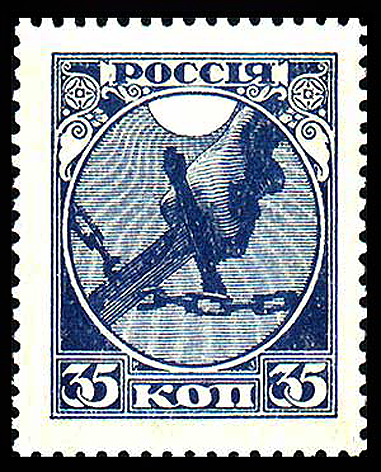
这枚1918年俄国革命时期印的全品邮票少见使用

集邮中，全品邮票（英語：mint stamp）是指全新未使用、未曾粘过背贴、且带有原始背胶的邮票（若发行时有背胶）。该术语同时适用于邮票和印花税票。品，即“品相”，指收藏品各方面呈现的状态及完好度等。
实践中 ，该术语在集邮中用于指任何看起来未使用且带有背胶的邮票。当然，也包括全新无背胶邮票，但仅限于发行时就无背胶的邮票。
中华文化集邮语境中，与之概念易混淆的词汇是“新邮”，新发行邮票的简称。刚从邮局取出来的新邮属于全品邮票，已用过、已销票或有损坏的新邮则不属于全品邮票。
为了避免混淆，可以在下方“变体”章节列出的术语中区分不同种类的全品状态。

## 变体

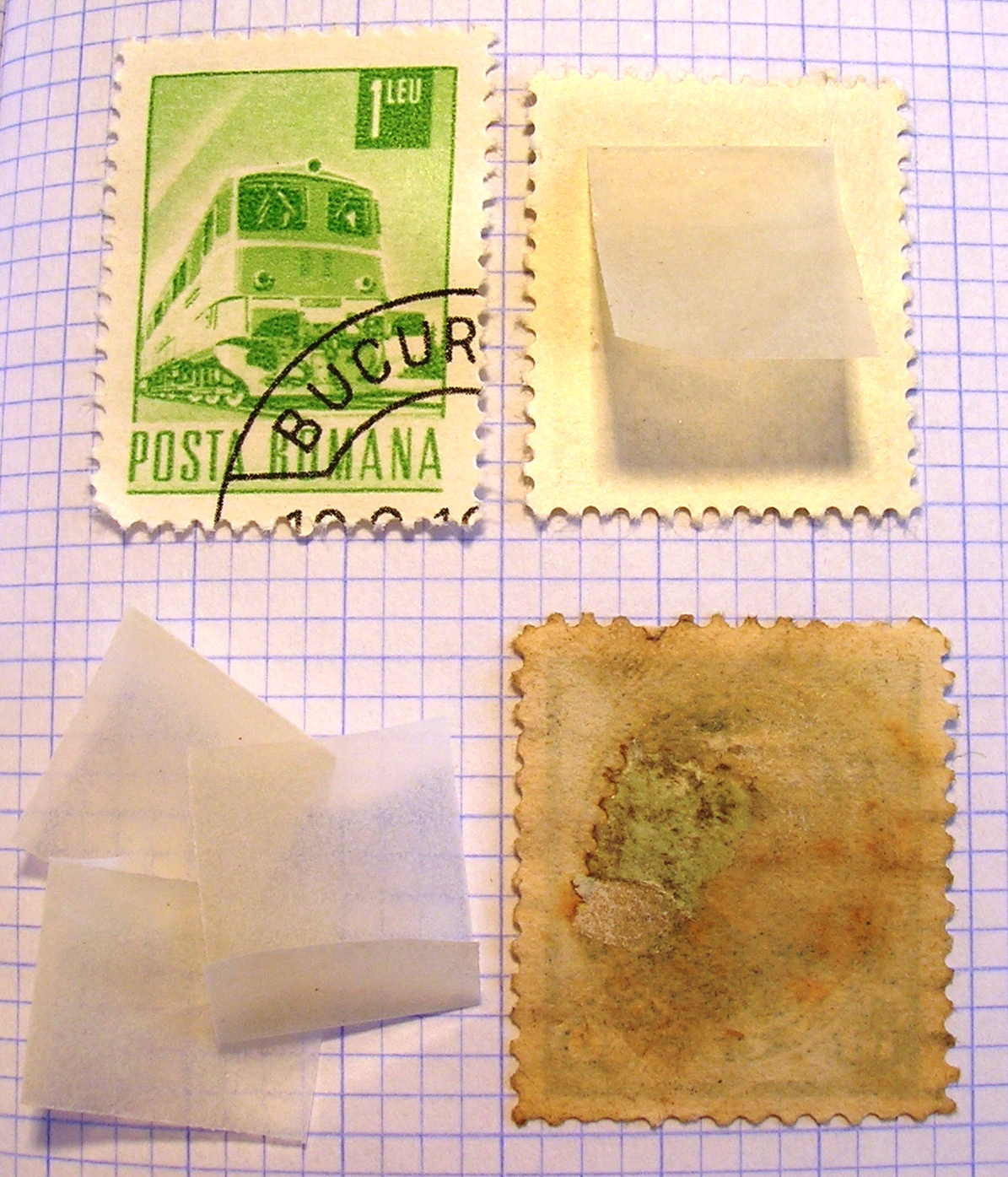
从左上角开始顺时针方向依次是：已装背贴的邮票、即将装上背贴的邮票、被背贴损坏的邮票、脱落的邮票背贴

术语“全品（英語：mint）”的变体包括：
- 全品背贴（英語：Mint Hinged, MH）– 邮票未使用过但曾被粘贴过。邮票背面可见背贴或背胶损伤的残留。[3]
- 背贴全品（英語：Mounted Mint, MM）– 与全品背贴相同。[4]
- 全品无背胶（英語：Mint No Gum, MNG）– 邮票发行时即无背胶。
- 无背贴全品（英語：Unmounted Mint, UM）– 邮票未使用且似乎从未被粘贴过。
- 全品无背贴（英語：Mint Never Hinged, MNH）– 与无背贴全品邮票相似，不过其中“绝不”（英語：Never）一词断言了该术语不含经过人为篡改、去除了背贴痕迹的高仿全品邮票。

这些术语中所称的邮票背贴是指用于将邮票背面固定在集邮册中的一些折叠起来的透明长方形小纸片（纸片表面涂有一层温和的胶水）。最高等级是全品无背贴（MNH）和无背贴全品（UM）的邮票。术语全品无背贴（MNH）是出于为了向买家保证邮票没有被篡改以去除背贴痕迹的原因而发展起来的，因为无背贴全品（UM）这一术语曾被认为含义模糊。
实践中一般只使用术语全品无背贴（MNH）和全品背贴（MH），但在某些情况下，当邮票没有或几乎没有带背胶时，会使用术语全品无背胶（MNG）。

## 价值
全品邮票通常比使用过的邮票更有价值，因为在许多情况下，保存下来的全品邮票较少。全品邮票的状况可能比实寄过的旧邮票更好。不过有时候，如果存世的全品邮票数量较多，用过的邮票可能比全品邮票更有价值，这可能是因为大量全品邮票被收藏家购买，但很少有邮票用于实寄。

## 伪造
同一枚邮票的全品票价值和已销票价值之间的差异导致了在邮票上伪造或去除邮戳戳印的小规模产业出现。另一种常见的做法是尝试去除财税盖销（通常是用笔划销），以便将用于税收目的的印花税票变为明显未使用过的票。针对同时可用于邮资和税收（财政）目的的票，通常未使用过或有邮政盖销的价值更高。约瑟夫夫人专门在已销票比全新票更值钱的邮票上加盖伪造的盖销标记。

## 另请参见
- 全品状态
- 用笔划销
- 邮票背胶
- 后胶邮票（后补背胶的邮票，也叫“二胶邮票”）
- 邮票状况